# Альтрой
Альтрой (нем. Altreu) — населённый пункт в Швейцарии, в кантоне Золотурн.
Входит в состав округа Леберн. Находится в составе коммуны Зельцах.